# Coptops hypocrita
Coptops hypocrita är en skalbaggsart som beskrevs av Auguste Lameere 1892. Coptops hypocrita ingår i släktet Coptops och familjen långhorningar.
Artens utbredningsområde är:
- Gabon.
- São Tomé och Príncipe.

Inga underarter finns listade i Catalogue of Life.